# Nonington
Nonington är en ort och civil parish i grevskapet Kent i sydöstra England. Orten ligger i distriktet Dover, cirka 12 kilometer nordväst om Dover. Tätorten (built-up area) hade 920 invånare vid folkräkningen år 2021.